# Dürdane Altunel
Dürdane Altunel (* 4. Januar 1995 in Konya) ist eine türkische Taekwondoin. Sie startet in der Gewichtsklasse bis 62 Kilogramm.
Altunel begann mit zwölf Jahren im Verein Selçuklu Belediyesi Spor Kulübü mit Taekwondo, wo sie von Ali Armağan trainiert wird. Sie nimmt seit 2009 an internationalen Wettkämpfen teil und bestritt bei der Weltmeisterschaft 2011 in Gyeongju ihre ersten großen Titelkämpfe. In der Klasse bis 62 Kilogramm konnte sie überraschend ins Halbfinale einziehen, nach einer Niederlage gegen Rangsiya Nisaisom gewann sie die Bronzemedaille. Auch im Jahr 2012 blieb Altunel erfolgreich. Zwar schied sie bei der Europameisterschaft 2012 in Manchester frühzeitig aus, gewann jedoch bei der Juniorenweltmeisterschaft in Scharm El-Scheich die Silbermedaille.